# 아르자
《아르자》(튀르키예어: Arıza)는 2020년 방영된 터키의 텔레비전 드라마이다.